# Zhang Xiaoguang
Zhang Xiaoguang (chinesisch 张晓光, Pinyin Zhāng Xiǎoguāng; * Mai 1966 in Baichangmen,  Provinz Liaoning, Volksrepublik China) ist ein chinesischer Kampfpilot und Mitglied des Raumfahrerkorps der Volksbefreiungsarmee.

## Jugend und Dienst bei der Luftwaffe
Zhang Xiaoguang wurde im Mai 1966 im Dorf Chengxi (城西村) der Großgemeinde Baichangmen des Kreises Heishan der bezirksfreien Stadt Jinzhou in Nordostchina geboren,
er hat zwei ältere Schwestern und einen älteren Bruder. Sein Vater arbeitete bei der Gemeindeverwaltung von Baichangmen, seine 1997 verstorbene Mutter bewirtschaftete den Bauernhof der Familie, damals Teil der Volkskommune Baichangmen.
Zhang ist, wie zwei Drittel der Einwohner seiner Heimatgemeinde, Mandschu. Im September 1974, mit acht Jahren, begann er die von seinem Dorf etwa 2 km entfernte Zentrale Grundschule von Baichangmen (白厂门中心小学) zu besuchen. 
Man befand sich seinerzeit noch in der Kulturrevolution; am Vormittag fand Unterricht statt, am Nachmittag halfen die Kinder in der Volkskommune mit. Die Qualität des an sich schon spärlichen Unterrichts ließ zu wünschen übrig. Wegen mangelnder Grundkenntnisse im Lesen und Rechnen lag Zhang dann bei den Prüfungen in der Unterstufe des Gymnasiums auch immer nur im Mittelfeld. Seine Geschwister hatten ähnliche Probleme gehabt – die Schwestern hatten nach der Unterstufe des Gymnasiums die Schule abgebrochen und sein Bruder war ebenfalls kein guter Schüler – daher setzten die Eltern alle Hoffnungen auf ihn. Allmählich wurden Zhangs schulische Leistungen auch besser und er bestand die Aufnahmeprüfung für die Oberstufe am 3. Kreisgymnasium von Heishan.
Im März 1985 – er befand sich gerade im Endspurt für das Abitur – rekrutierten die Luftstreitkräfte der Volksrepublik China gerade einen neuen Pilotenjahrgang. Bei der Durchsicht der Allgemeinen Bestimmungen über die Aufnahme von Studenten an der Pilotenakademie kamen ihm zwar Zweifel – erforderlich waren, in dieser Reihenfolge, absolute politische Zuverlässigkeit, exzellente körperliche Verfassung und eine umfassende Allgemeinbildung – er begab sich dann aber doch zusammen mit seinen Mitschülern vom 3. Kreisgymnasium für die Überprüfung der körperlichen Eignung zur 3. Pilotenakademie der chinesischen Luftwaffe in Jinzhou.
Die Musterung, die anschließende politische Überprüfung sowie der Allgemeinbildungstest verliefen erfolgreich, und da er beim Abitur auch die nötige Punktzahl erreichte, trat Zhang Xiaoguang im Juni 1985 in die Volksbefreiungsarmee ein. Wie zwei Jahre vorher sein späterer Raumfahrerkollege Yang Liwei kam Zhang Xiaoguang zunächst an die 2. Grundausbildungsschule der Luftwaffe in Baoding. Nach einer dreijährigen Grundausbildung wechselte er an die 12. Pilotenakademie der Luftwaffe in Linfen (空军第十二飞行学院), wo er ein Jahr die Theorie der Luftfahrt studierte und die ersten Übungsflüge absolvierte.
1989 kam Zhang Xiaoguang für die abschließende Pilotenausbildung zurück in seine Heimat an die 3. Pilotenakademie, wo er im Oktober 1990 graduierte, anderthalb Jahre nach seinen späteren Raumfahrerkollegen Liu Boming und Zhai Zhigang, die zur selben Zeit wie er in die Volksbefreiungsarmee eingetreten waren. Danach wurde er auf der im Zweiten Weltkrieg erbauten Luftwaffenbasis Luliang – seinerzeit der größte Militärflughafen Asiens – im Osten der Provinz Yunnan stationiert.
Er brachte es dort bis zum Führer einer Jägerstaffel und absolvierte in seiner aktiven Zeit als Pilot mehr als 1000 unfallfreie Flugstunden, wofür ihm das Tätigkeitsabzeichen Militärluftfahrzeugführer der Stufe I verliehen wurde.

## Dienst im Raumfahrerkorps
1996 war Zhang Xiaoguang einer von 1506 Kampfpiloten, die die erste Auswahlrunde für das neue bemannte Raumfahrtprogramm der Volksrepublik China bestanden. Nach weiteren Selektionsrunden war er schließlich einer der 14 Kandidaten, die am 5. Januar 1998 als Raumfahrer des Raumfahrerkorps der Volksbefreiungsarmee vereidigt wurden. Nach fünfeinhalbjähriger Ausbildung begab er sich am 20. September zusammen mit seinen Kameraden zum Kosmodrom Jiuquan, um in dem realen, für die erste bemannte Mission Chinas vorgesehenen Raumschiff – Shenzhou 5 – zu üben.
Er schaffte es jedoch nicht in die Gruppe der letzten drei Kandidaten, die Anfang Oktober für den Flug ausgewählt wurden,
und am 15. Oktober 2003 war es schließlich Yang Liwei, der zu Chinas erstem bemannten Raumflug abhob.
Auch 2005, bei Shenzhou 6, schaffte es Zhang Xiaoguang nicht in die Gruppe der letzten Kandidaten. Als er dann 2007 nicht einmal in die Vorauswahl der ersten zehn Kandidaten für Shenzhou 7 kam, 
verfiel Zhang in Depressionen, die er zunächst mit dem Hören von Orchestermusik zu bekämpfen versuchte. Im August 2009 begab er sich schließlich zusammen mit einigen Kameraden in das 1. Sanatorium des damaligen Militärbezirks Jinan in Qingdao (济南军区青岛第一疗养院, unter den Raumfahrern bekannt als „Tankstelle“ bzw. 加油站),
um ärztliche Hilfe in Anspruch zu nehmen. 
Die Ruhe am Meer tat ihm gut.
Er wurde wieder voll einsatzfähig und wurde 2012 zusammen mit Nie Haisheng und Wang Yaping für die Reservemannschaft der Shenzhou-9-Mission ausgewählt.
Im März 2013 wurde er dann zusammen mit Nie Haisheng, für den dies nach Shenzhou 6 bereits der zweite Raumflug war, und Wang Yaping als Primärmannschaft für die Shenzhou-10-Mission ausgewählt, bei der ein zwölftägiger Aufenthalt auf der Raumstation Tiangong 1 geplant war. Am 4. Juni 2013 trafen die Raumfahrer auf dem Kosmodrom Jiuquan ein, am frühen Nachmittag des 11. Juni, sie hatten bereits die Kabinenanzüge angelegt, wurden sie noch kurz von Präsident Xi Jinping besucht,
dann hob die Mannschaft um 17:38 Ortszeit ab.
Neben Dingen wie einem von Nie Haisheng am 23. Juni durchgeführten, manuellen Ankoppelungsmanöver, das als Vorbereitung für den Bau und Betrieb der Chinesischen Raumstation diente, hielt Wang Yaping während dieser Mission eine per Video übertragene Unterrichtsstunde mit physikalischen Experimenten in der Schwerelosigkeit ab.
Hierbei fungierte Zhang Xiaoguang als Kameramann.

## Sonstiges
Im August 1988, als er noch an der Pilotenakademie der Luftwaffe in Linfen studierte, war Zhang Xiaoguang in die Kommunistische Partei Chinas eingetreten.
Vom 3. März 2018 bis zum 18. Januar 2023 saß er zusammen mit seinem Raumfahrerkollegen und Parteigenossen Yang Liwei als eine von 136 speziell geladenen Persönlichkeiten (特别邀请人士), also zusätzlich zu den regulären KPCh-Mitgliedern, in der Politischen Konsultativkonferenz des chinesischen Volkes.
Im März 2018 wurde Zhang Xiaoguang zum Generalmajor befördert.
Zhang Xiaoguang ist seit dem 22. Juni 1993 mit der Militärkrankenschwester Zhang Ji (张继) verheiratet;
ihr Sohn wurde im November 1997 in Sichuan geboren, wo seine Frau in einem Sanatorium arbeitete.
Seit 1998 leben Frau und Kind in der Raumfahrtstadt im Pekinger Stadtbezirk Haidian, allerdings getrennt von Ehemann und Vater (die Raumfahrer sind in einem eigenen Gebäude untergebracht und können ihre Familien nur am Wochenende sehen).